# Echinorhinus cookei
Echinorhinus cookei е вид акула от семейство Echinorhinidae. Видът е почти застрашен от изчезване.

## Разпространение и местообитание
Разпространен е в Австралия (Виктория и Куинсланд), Нова Зеландия, Палау, Перу, Провинции в КНР, САЩ (Калифорния и Хавайски острови) и Тайван.
Обитава крайбрежията и пясъчните и скалисти дъна на океани, морета, заливи, рифове и реки в райони с тропически, умерен и субтропичен климат. Среща се на дълбочина от 11 до 1087,5 m, при температура на водата от 5,3 до 12,7 °C и соленост 34,3 – 35 ‰.

## Описание
На дължина достигат до 4 m.